# District de Khunti
Le district de Khunti est un district de l'état du Jharkhand, en Inde,

## Géographie
Au recensement de 2011, sa population compte 530 299 habitants.
Son chef-lieu est la ville de Khunti. 